# Idiops germaini
Idiops germaini (лат.) — вид мигаломорфных пауков рода Idiops из семейства Idiopidae.

## Распространение
Южная Америка (Бразилия).

## Описание
Пауки среднего размера, длина от 1 до 2 см. Карапакс и ноги коричневые, стернум и тазики буроватые, брюшко серое. Самцы Idiops germaini отличаются от самцов других неотропических видов Idiops длинной и тонкой голенью пальп, с ретролатеральным вдавлением, ограниченным апикальной частью, и наличием апофиза голени, уменьшенного до двух длинных шипов, вставленных на низкий бугорок. У самок сперматеки состоят из коротких протоков и полностью склеротизированных рецептаклов, почти вдвое превышающих диаметр протока. Тазики ног без шипов. Хелицеры с продольным рядом крупных зубцов и ретролатеральным рядом меньших зубцов, ретролатеральные зубцы занимают базальную треть хелицер. Ноги с тремя коготками на лапках. Брюшко овальной формы. Передние боковые глаза (ALE) расположены рядом с кромкой клипеального края.